# Amargosa (Teksas)
Amargosa – jednostka osadnicza w Stanach Zjednoczonych, w stanie Teksas, w hrabstwie Jim Wells.